# Nyctemera instar
Nyctemera instar là một loài bướm đêm thuộc phân họ Arctiinae, họ Erebidae.